# Pancorius animosus
Pancorius animosus là một loài nhện trong họ Salticidae.
Loài này thuộc chi Pancorius. Pancorius animosus được Elizabeth Maria Gifford Peckham & George William Peckham miêu tả năm 1907.